# Museu d'Història Natural de Letònia
El Museu d'Història Natural de Letònia (en letó: Latvijas Dabas muzejs) és un museu d'història natural localitzat a Riga capital de Letònia. Va ser fundat el 1845 per uns intel·lmexctuals germanobàltics de l'Associació Naturalista Riga (Naturforscher-Verein zu Riga), que també va crear una biblioteca. Conté la col·lecció més antiga d'història natural als Estats bàltics.

## Col·leccions
- Col·lecció de botànica
- Col·lecció de geologia
- Col·lecció entomològica
- Col·lecció antropològica
- Col·lecció paleontològica
- Col·lecció zoològica